# Criptandos

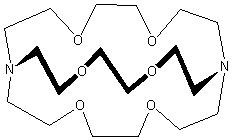
2.2.2-criptando

Os criptandos são uma família de ligantes multidentados bicíclicos e policíclicos sintéticos, que ligam cátions metálicos, cátions amônio e moléculas neutras.

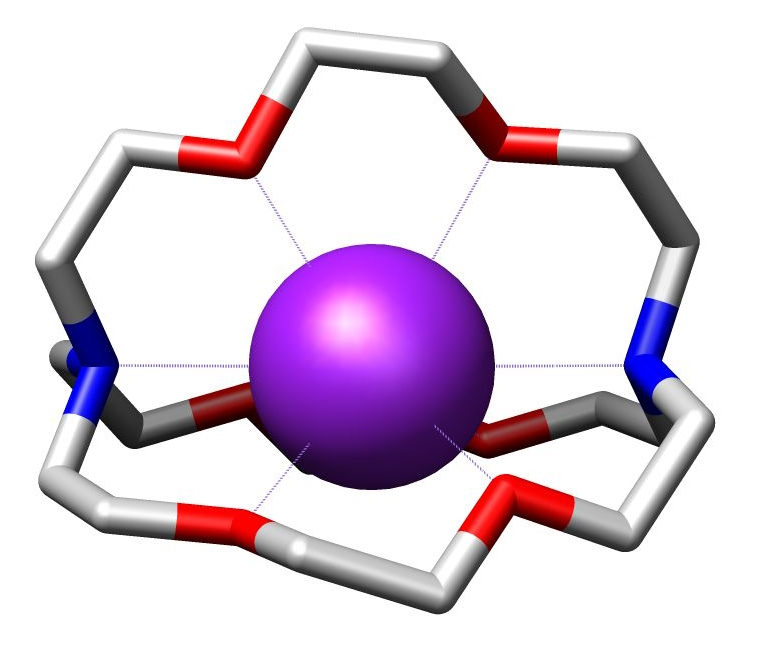
2.2.2-criptando com íon potássio

O termo cripto reflete a forma que o ligante envolve o substrato e a alta estabilidade do complexo, com a ideia que o substrato não pode sair do ligante. Essas moléculas são análogos tridimensionais dos éteres-coroa, que formam complexos para os íons alcalinos e cátions amônio.
O Prêmio Nobel de Química em 1987 foi entregue a Donald J. Cram, Jean-Marie Lehn e Charles J. Pedersen por seus esforços em descobrir e determinar usos de criptandos e éteres coroa, dando início ao campo da química supramolecular.

## Estrutura
O criptando mais utilizado é denominado 2.2.2-criptando, onde os números indicam o número de átomos de oxigênio em cada uma das três pontes entre as tampas de nitrogênio da amina.  Muitas criptos estão disponíveis comercialmente sob o nome comercial Kryptofix. Os amino-criptandos exibem uma afinidade particularmente alta para cátions de metais alcalinos, o que permitiu o isolamento de sais de K-.

### Propriedades
A cavidade interior tridimensional de uma cripta fornece um local de ligação - ou hospedeiro - para íons "convidados". O complexo entre o hóspede catiônico e a cripta é chamado de criptografado. Criptandos formam complexos com muitos "cátions duros", incluindo NH+4, lantanóides, metais alcalinos e metais alcalino-terrosos. Em contraste com os éteres-coroa, as criptas ligam os íons convidados usando doadores de nitrogênio e oxigênio. Esse modo de encapsulamento tridimensional confere certa seletividade de tamanho, permitindo a discriminação entre cátions de metais alcalinos (por exemplo, Na + vs. K +).

## Usos
A síntese de criptandos é complexa, porque necessita de condições de alta diluição. Contudo, oferecem melhor seletividade e força de ligação do que outros complexantes para metais alcalinos, quando comparados aos éteres-coroa. Os criptandos são capazes de ligar sais insolúveis em solventes orgânicos e podem ser usados como catalisadores de transferência de fase, transferindo íons de uma fase para outra.